# Filip Mrzljak
Filip Mrzljak (Zagabria, 16 aprile 1993) è un calciatore croato, centrocampista o difensore dell'Ufa.

## Carriera

### Club
Nella stagione 2011-2012 ha giocato in prestito nella seconda serie croata; l'anno seguente viene ceduto a titolo definitivo al Lokomotiva Zagabria, con cui nella sua prima stagione gioca 16 partite nella massima serie croata e 2 partite in Coppa di Croazia; l'anno seguente fa il suo esordio nelle coppe europee, giocando una partita nei preliminari di Europa League. Nella stagione 2013-2014 gioca entrambe le partite disputate dalla sua squadra nei preliminari di Europa League, terminate con l'eliminazione per mano dei bielorussi della Dinamo Minsk.
Nel gennaio del 2015 si trasferisce in Romania al Pandurii, club della prima divisione locale; successivamente nel 2017 Astra Giurgiu, sempre nella prima divisione rumena, con cui nel corso della stagione 2017-2018 gioca anche 4 partite in Europa League. Nel 2019 si trasferisce alla Dinamo Bucarest.

### Nazionale
Nel 2012 ha giocato 2 partite agli Europei Under-19; l'anno seguente, dopo aver giocato una partita amichevole con l'Under-21, ha fatto il suo esordio con l'Under-20, con cui nell'estate 2013 ha collezionato 3 presenze nei Mondiali di categoria. In seguito esordisce anche in partite ufficiali con l'Under-21, disputando complessivamente 3 partite nelle qualificazioni agli Europei di categoria.